# 巴甘县
巴甘县，一译巴干县，是柬埔寨菩萨省下辖的一个县。
这里有一座柬埔寨历史上最早建立的寺庙巴甘寺，距今有八百年的历史。红色高棉当权期间，这座庙的很多石块被拆下来用作桥梁建设。